# 蒋斌 (1982年)
蒋斌（1982年—），中华人民共和国国防部新闻局副局长兼新闻发言人，大校军衔。

## 生平
1982年，蒋斌出生于四川。1999年考入解放军外国语学院，2003年毕业后历任助理翻译、参谋、国防部国际军事合作办公室翻译室主任等职。2024年6月任国防部新闻局副局长、大校军衔。2025年5月15日，首次作为国防部新闻发言人主持月度例行记者会。
曾在英国伯明翰大学学习，获国际研究硕士学位。已婚，有一子。